# Ярополк и Димиза
«Ярополк и Димиза» — трагедия русского писателя Александра Сумарокова, которая относится к позднему периоду его творчества. Первый вариант текста, получивший название «Димиза», был написан и поставлен на сцене в 1758 году, в 1768 году была опубликована вторая и окончательная редакция. Пьеса вошла в третий том полного собрания сочинений Сумарокова, опубликованного в 1781—1782 годах. Её сюжет номинально основан на материале из национальной истории, но фактически полностью вымышлен.
Действие трагедии происходит в языческую эпоху в Киеве, где правит «российский князь» Владисан, «преемник Кия». Его сын Ярополк влюблён в боярыню Димизу. Владисан приказывает княжичу жениться на другой, тот поднимает бунт и даже замахивается на отца мечом, но Димиза не даёт ему нанести удар. После этого Владисан разрешает сыну жениться по любви, так что конфликт получает благополучное завершение. Исследователи констатируют, что из исторического в пьесе есть только имя Ярополк, при том что единственный киевский князь, которого так звали, не конфликтовал с отцом и был женат на греческой монахине. В первой редакции трагедии этого персонажа звали Острозор.
Пьеса не имела успеха у публики и выдержала только два представления на сцене. Литературоведы связывают это с творческими исканиями Сумарокова, который на позднем этапе творчества упрощал интригу в пьесах и усложнял психологические характеристики героев, и с изменением вкусов зрителей. В последующие эпохи «Ярополка и Димизу» причисляли к самым слабым пьесам Сумарокова (наряду с «Вышеславом» и «Мстиславом»), а в ряде случаев даже не упоминали в обзорах творчества этого писателя.